# تابع تولید کاب-داگلاس

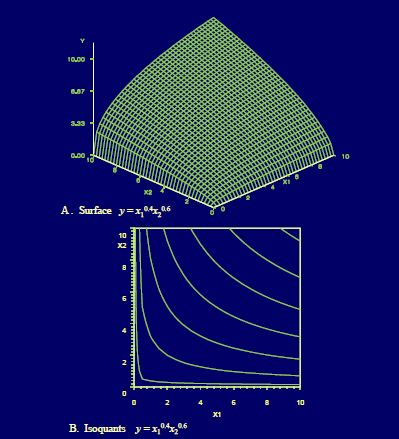
سطح تولید کاب-داگلاس با شبکه سیمی و هم‌مقدارها

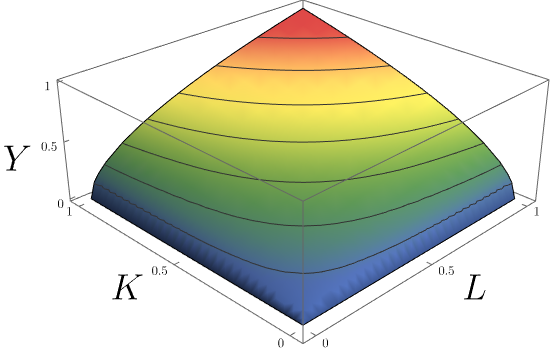
تابع تولید کاب-داگلاس دو ورودی با هم‌مقدارها

در اقتصاد و اقتصادسنجی، تابع تولید کاب-داگلاس (انگلیسی: Cobb–Douglas production function) شکل عملکردی خاصی از تابع تولید است که به‌طور گسترده برای نشان دادن رابطه فن آوری بین مقادیر دو یا چند ورودی (به ویژه سرمایه فیزیکی و نیروی کار) و مقدار خروجی (میزان تولید) است. فرم کاب-داگلاس بین سال‌های ۱۹۲۷ و ۱۹۴۷ توسط چارلز کاب و پل داگلاس ایجاد شد؛ طبق گفته داگلاس، شکل عملکردی این تابع قبلاً توسط فیلیپ ویکستید توسعه داده شده شده بود.

## فرمول
استانداردترین شکل تابع تولید کاب-داگلاس به صورت زیر است:
{\displaystyle Y(L,K)=AL^{\beta }K^{\alpha }}
که در آن:
- L = ورودی نیروی کار (نفر-ساعت کار در یک سال یا ۳۶۵٫۲۵ روز)
- K = ورودی سرمایه (همه ماشین‌آلات، تجهیزات و ساختمان‌ها)
- A = بهره‌وری کل عوامل
- {\displaystyle 0<\alpha <1} و {\displaystyle 0<\beta <1} به ترتیب کشش‌های خروجی سرمایه و نیروی کار هستند. این مقادیر ثابت‌هایی هستند که توسط فناوری موجود تعیین می‌شوند.

سرمایه و نیروی کار دو «عامل تولید» تابع تولید کاب-داگلاس هستند.